# نيكوتين بولاكريلكس
نيكوتين بولاكريلكس هو النيكوتين المرتبط ب راتنج التبادل الايوني (حمض البولي ميثاكريليك,مثل ، مثل Amberlite IRP64 أو Purolite C115HMR أو Doshion P551).يتم اضافته الى اللبان او الى اقراص المص الصلبة المستخدمة كبدائل لعلاج الاقلاع عن التدخين,وخاصة في مجموعة منتجات نيكوريت. يؤدي استخدام البوليمر كنظام توصيل إلى زيادة كمية النيكوتين التي يتم إطلاقها وامتصاصها بواسطة الغشاء المخاطي للفم.80%-90% من الننيكوتين الذي يتم اطلاقه من اللبان يتم امتصاصه من الفم.تشمل الاعراض الجانبية للبان الطعم السيء,غثيان,عسر الهضم والتهاب الفم.

## انظر ايضا
علكة النيكوتين